# 프랑코포니 경기 대회

프랑코포니 경기 대회(프랑스어: Jeux de la Francophonie 쥬 드 라 프랑코포니[*], 영어: Francophone Games 프랑코폰 게임[*])는 프랑코포니 국가들이 참가하여 예술과 스포츠의 두 분야에서 경쟁을 치르는 대회이다. 1989년에 창설된 이래 4년마다 열리고 있다.
프랑스어권 국가들이 참가하는 대회로서 동일 언어권 국가들의 대회라는 점에서 영국 연방 회원국이 참가하는 코먼웰스 게임(Commonwealth Games), 포르투갈어권 국가가 참가하는 루소포니아 경기 대회(Lusophonia Games)와 개념상 유사한 대회이다.
55개 정회원국을 중심으로 구성된다. 캐나다는 3개의 팀(퀘벡주, 뉴브런즈윅주, 캐나다의 나머지 지역)으로 출전한다. 벨기에는 프랑스어 사용 지역의 출신 선수로 제한된다. 대회 참가 인원은 1,700명에서 4,000명 사이였다.

## 역대 개최지
| 회차 | 연도   | 지역                       | 개최국           | 개최도시             | 개최일자           | 참가국 | 참가인원 (명) | 개최 선언                            |
| ---- | ------ | -------------------------- | ---------------- | -------------------- | ------------------ | ------ | ------------- | ------------------------------------ |
| 1회  | 1989년 | 북아프리카, 마그레브       | 모로코           | 카사블랑카 / 라바트  | 7월 8일~7월 22일   | 37개국 | 1,700명       | 하산 2세 군주                        |
| 2회  | 1994년 | 서유럽                     | 프랑스           | 파리 / 에브리-봉두플 | 7월 5일~7월 13일   | 42개국 | 2,700명       | 프랑수아 미테랑 대통령               |
| 3회  | 1997년 | 남아프리카, 서아프리카     | 마다가스카르     | 안타나나리보         | 8월 27일~9월 6일   | 40개국 | 3,000명       | 디디에 라치라카 대통령               |
| 4회  | 2001년 | 앵글로아메리카, 북아메리카 | 캐나다           | 오타와-가티노        | 7월 14일~7월 24일  | 48개국 | 2,400명       | 에이드리엔 클라크슨 캐나다 26대 총독 |
| 5회  | 2005년 | 서아프리카                 | 니제르           | 니아메               | 12월 7일~12월 17일 | 44개국 | 2,500명       | 마마두 탄자 대통령                   |
| 6회  | 2009년 | 중동, 레반트               | 레바논           | 베이루트             | 9월 27일~10월 6일  | 49개국 | 2,500명       | 미셸 술레이만 대통령                 |
| 7회  | 2013년 | 서유럽                     | 프랑스           | 니스                 | 9월 6일~9월 15일   | 56개국 | 3,000명       | 프랑수아 올랑드 대통령               |
| 8회  | 2017년 | 서아프리카                 | 코트디부아르     | 아비장               | 7월 21일~7월 30일  | 49개국 | 4,000명       | 알라산 우아타라 대통령               |
| 9회  | 2023년 | 중앙아프리카               | 콩고 민주 공화국 | 킨샤사               | 7월 28일~8월 6일   | 54개국 | 3000명        |                                      |
| 10회 | 2027년 | 서아시아,남캅카스          | 아르메니아       | 예레반               |                    |        |               |                                      |

## 프랑코포니 회원국

### 프랑코포니 정회원국 (55개국)
| - 알바니아 - 베냉 - 불가리아 - 부르키나파소 - 부룬디 - 벨기에 프랑스어 공동체 - 캄보디아 - 카메룬 - 캐나다 - 뉴브런즈윅주 - 퀘벡주 - 카보베르데 - 중앙아프리카 공화국 - 코모로 | - 콩고 공화국 - 콩고 민주 공화국 - 코트디부아르 - 지부티 - 도미니카 연방 - 이집트 - 프랑스 - 가봉 - 기니 - 적도 기니 - 기니비사우 - 아이티 - 라오스 - 레바논 | - 리투아니아 - 룩셈부르크 - 북마케도니아 - 마다가스카르 - 말리 - 모로코 - 모리셔스 - 모리타니 - 몰도바 - 모나코 - 니제르 - 폴란드 - 체코 - 루마니아 | - 르완다 - 세인트루시아 - 상투메 프린시페 - 세네갈 - 세이셸 - 슬로바키아 - 슬로베니아 - 스위스 - 차드 - 토고 - 튀니지 - 바누아투 - 베트남 |

### 프랑코포니 준회원국 (3개국)
| - 키프로스 | - 가나 | - 아르메니아 |  |

### 프랑코포니 옵저버국 (12개국)
| - 오스트리아 - 크로아티아 - 조지아 - 헝가리 | - 리투아니아 - 모잠비크 - 폴란드 - 체코 | - 세르비아 - 슬로바키아 - 슬로베니아 - 우크라이나 |

## 경기 종목
| 스포츠 부문 - 육상 - 농구 - 복싱 - 비치 발리볼 - 핸드볼 - 축구 - 유도 - 탁구 - 테니스 - 레슬링 - 장애인 스포츠 | 문화 부문 - 노래 - 동화 - 민족 무용 - 시 - 그림 - 사진 - 조각 |

## 같이 보기
- 코먼웰스 게임
- 루소포니아 경기 대회